# Udinia paupercula
Udinia paupercula är en insektsart som beskrevs av De Lotto 1963. Udinia paupercula ingår i släktet Udinia och familjen skålsköldlöss. Inga underarter finns listade i Catalogue of Life.